# Bana Antal
Bana Antal (Debrecen, 1928–2009) magyar nemzeti labdarúgó-játékvezető.

## Pályafutása

### Nemzeti játékvezetés
A játékvezetői vizsgát Budapesten szerezte meg, 1969-ben lett az NB I-es játékvezetői keret tagja. Több nemzetek közötti válogatott, valamint kupatalálkozón volt a működő játékvezető segítő partbírója. Az aktív nemzeti játékvezetéstől 1977-ben vonult vissza. NB I-es mérkőzéseinek száma: 97.
| Időpont            | Helyszín                   | Mérkőzés típusa          | Mérkőzés                            | Eredmény |
| ------------------ | -------------------------- | ------------------------ | ----------------------------------- | -------- |
| 1969. május 11.    | Kispest Stadion, Budapest  | első bajnoki találkozó   | Budapest Honvéd–Haladás             | 3 : 0    |
| 1977. december 21. | Városi Stadion, Békéscsaba | utolsó bajnoki találkozó | Békéscsaba Előre FC–Ferencvárosi TC | 0 : 0    |

#### Nemzeti kupamérkőzések
Vezetett Kupa-döntők száma: 2.

##### Szabad Föld-kupa
1964-től a falusi labdarúgók kupadöntőjét, a Szabad Föld-kupa döntőjét rendszeresen a Magyar Népköztársasági Kupa döntő előmérkőzéseként bonyolították le. A döntőben való részvételre az az alsóbb osztályú együttes jogosult, amelyik a legmesszebb jutott a Magyar Népköztársasági Kupában.
| Időpont             | Helyszín             | Mérkőzés típusa | Mérkőzés                            | Eredmény |
| ------------------- | -------------------- | --------------- | ----------------------------------- | -------- |
| 1970. augusztus 20. | Népstadion, Budapest | döntő           | Ceglédi MEDOSZ–Görcsönyi TSZ        | 3 : 2    |
| 1972. július 12.    | Megyei út, Budapest  | döntő           | Medgyesegyházi MEDOSZ–Karádi Tsz SK | 5 : 0    |

## Külső hivatkozások
- Bana Antal. szabadfold.hu. [2016. január 13-i dátummal az eredetiből archiválva]. (Hozzáférés: 2014. október 21.)

| Elődje: Fáth Dezső | Kupadöntő 1969–1970 | Utódja: Elmaradt |

| Elődje: Elmaradt | Kupadöntő 1971–1972 | Utódja: Nagy Béla |